# Salsa andalouse
La salsa andaluza, en francés sauce andalouse (pronunciación en francés: /sos ɑ̃daluz/), es una salsa con base de mayonesa, a la que se le agrega pasta de tomate y pimientos picantes. Es típica de Bélgica, donde se sirven como acompañamiento típico de las patatas fritas, y, a pesar de su nombre, no es conocida en Andalucía.
En la actualidad, existe una amplia variedad de recetas que incluyen diferentes ingredientes, aunque los tres principales son los mencionados anteriormente. Chef Auguste Escoffier la describe en su famoso libro de 1903 Le guide culinaire como una «salsa mayonesa a la que se le agrega un cuarto de puré de tomate muy fino y muy rojo, y aderezada con 75 gramos de pimientos dulces cortados en juliana, por litro de salsa».

## Descripción
La salsa andalouse contiene mostaza o harissa que la vuelven ligeramente picante. La harissa es una pasta magrebí de pimientos picantes, perfectamente sustituible por cayena, pimentón picante o chile en polvo.
Se considera una de las derivadas de la mayonesa, aunque existen recetas que la derivan de otras salsas madre, como la veluté o la espagnole.

## Origen
La salsa andaluza nada tiene que ver con Andalucía. 
Cabe decir que en Bélgica existe una amplia variedad de salsas a base de mayonesa: salsa Brasil (mayonesa con piña), salsa samurái (con ketchup y harissa), salsa tártara (con encurtidos), salsa turca, salsa americana y un largo etcétera. Ninguna de estas salsas hace honor a su origen, pues todas fueron inventadas por los belgas. Sin embargo, cada una de ellas cuenta con unos ingredientes particulares que pueden «recordar» al país o región en cuestión, y su nombre tiene la intención de dotar al producto de «exotismo». 
Según La William, la primera empresa belga en comercializar sauce andalouse en el mercado (en 1963), la bautizaron con ese nombre inspirándose en el gazpacho andaluz.
En España, una salsa similar pero no igual es la salsa brava, que de hecho también se come con patatas fritas en una tapa llamada patatas bravas.